# Ga Wanggil
Ga Wanggil (Tiếng Hàn: 왕길역, Hanja: 旺吉驛) là ga tàu điện ngầm của Tàu điện ngầm Incheon tuyến 2 nằm ở Wanggil-dong, Seo-gu, Incheon.

## Lịch sử
- 5 tháng 10 năm 2015: Tên ga được quyết định là Ga Wanggil[1]
- 30 tháng 7 năm 2016: Bắt đầu kinh doanh với việc khai trương Tàu điện ngầm Incheon tuyến 2[2]

## Bố trí ga
| Geomdan Oryu ↑    |
| \| N/B            |
| ↓ Geomdan Sageori |

| Hướng Bắc | ● Incheon tuyến 2 | ← Hướng đi Geomdan Oryu                        |
| Hướng Nam | ● Incheon tuyến 2 | → Hướng đi Geomam · Seongnam · Juan · Unyeon → |

## Xung quanh nhà ga
- Trung tâm phúc lợi hành chính Geomdan 5-dong
- Trường tiểu học Incheon Danbong

## Hình ảnh

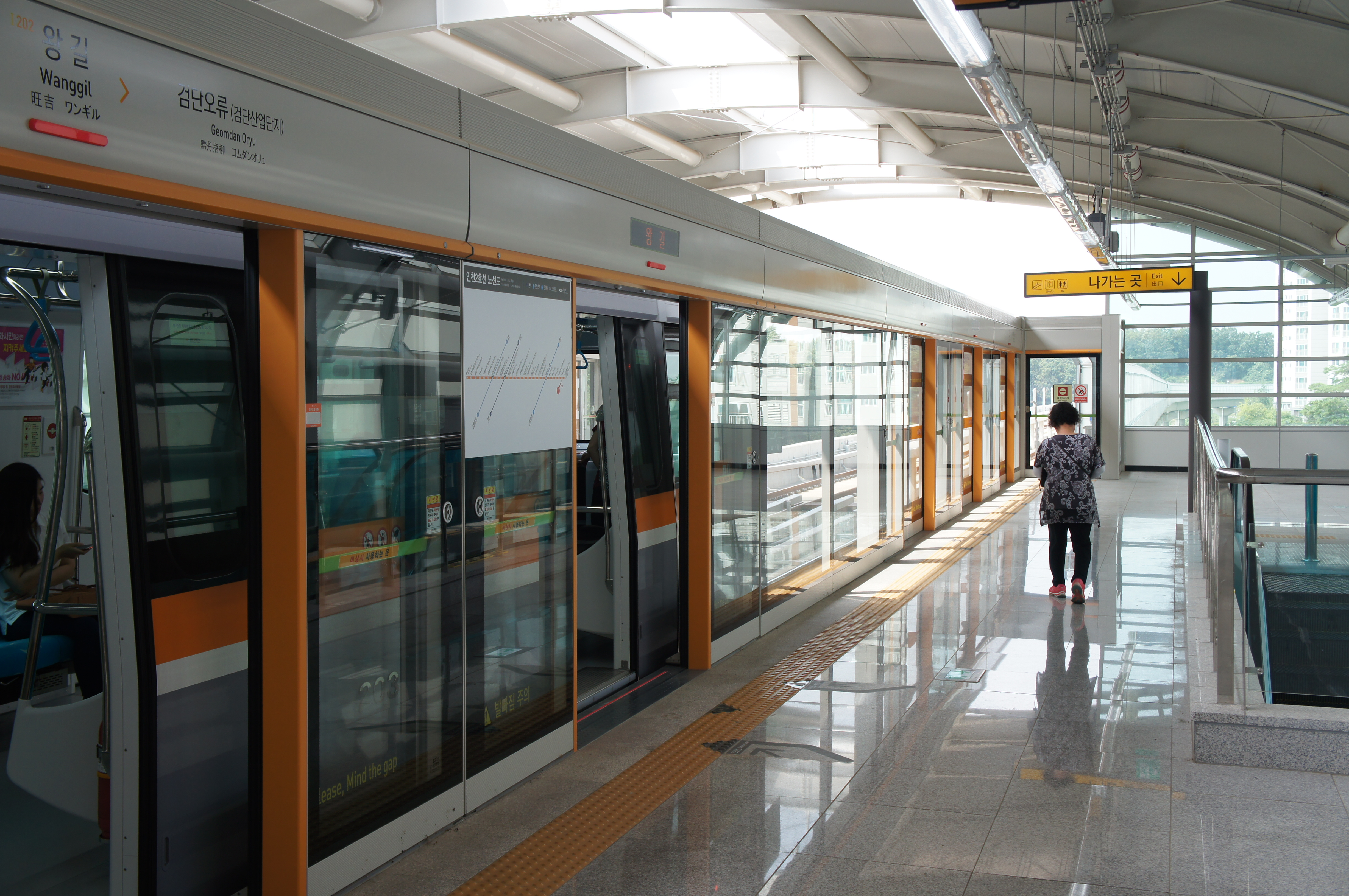
Sân ga
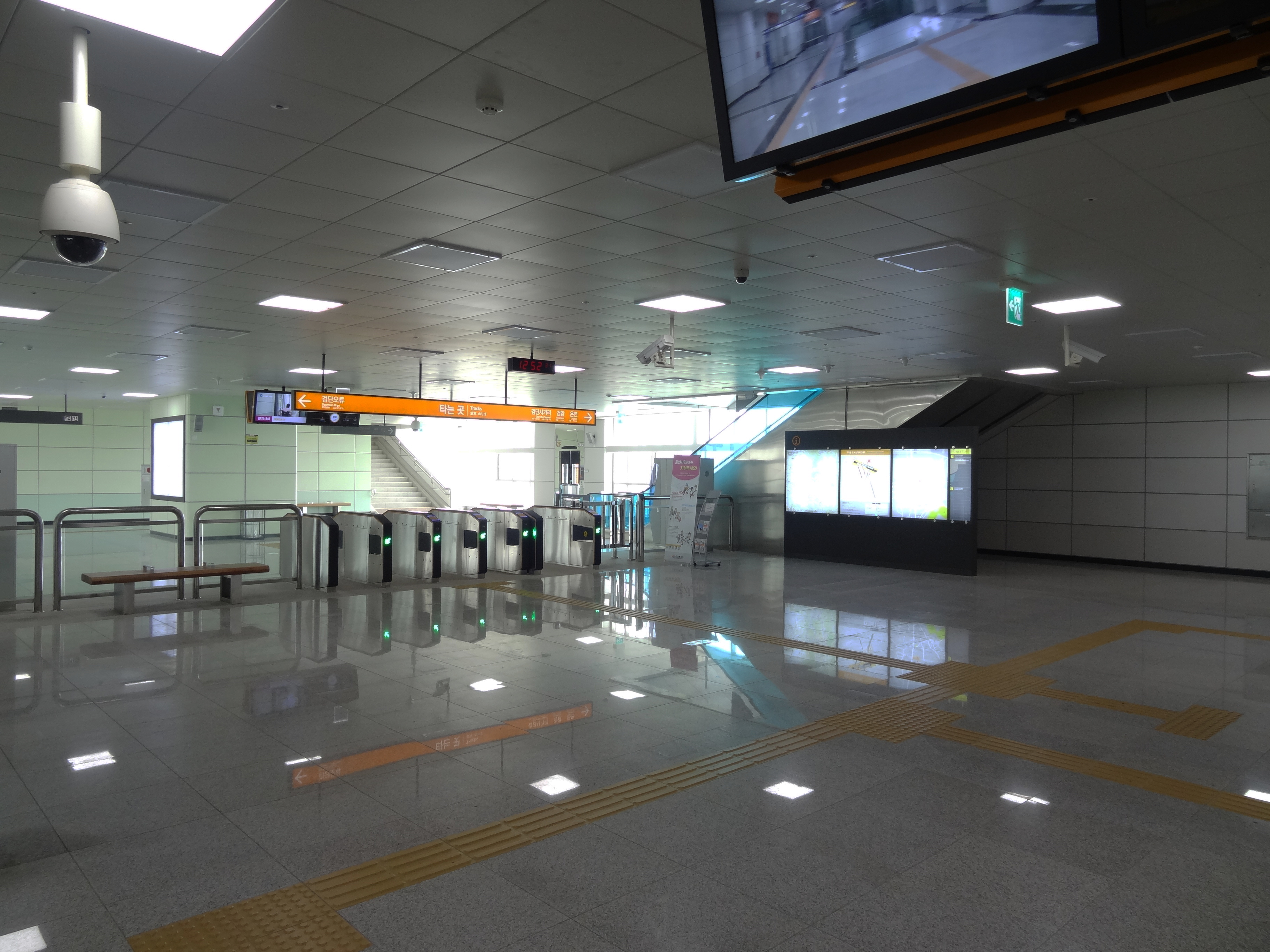
Phòng chờ
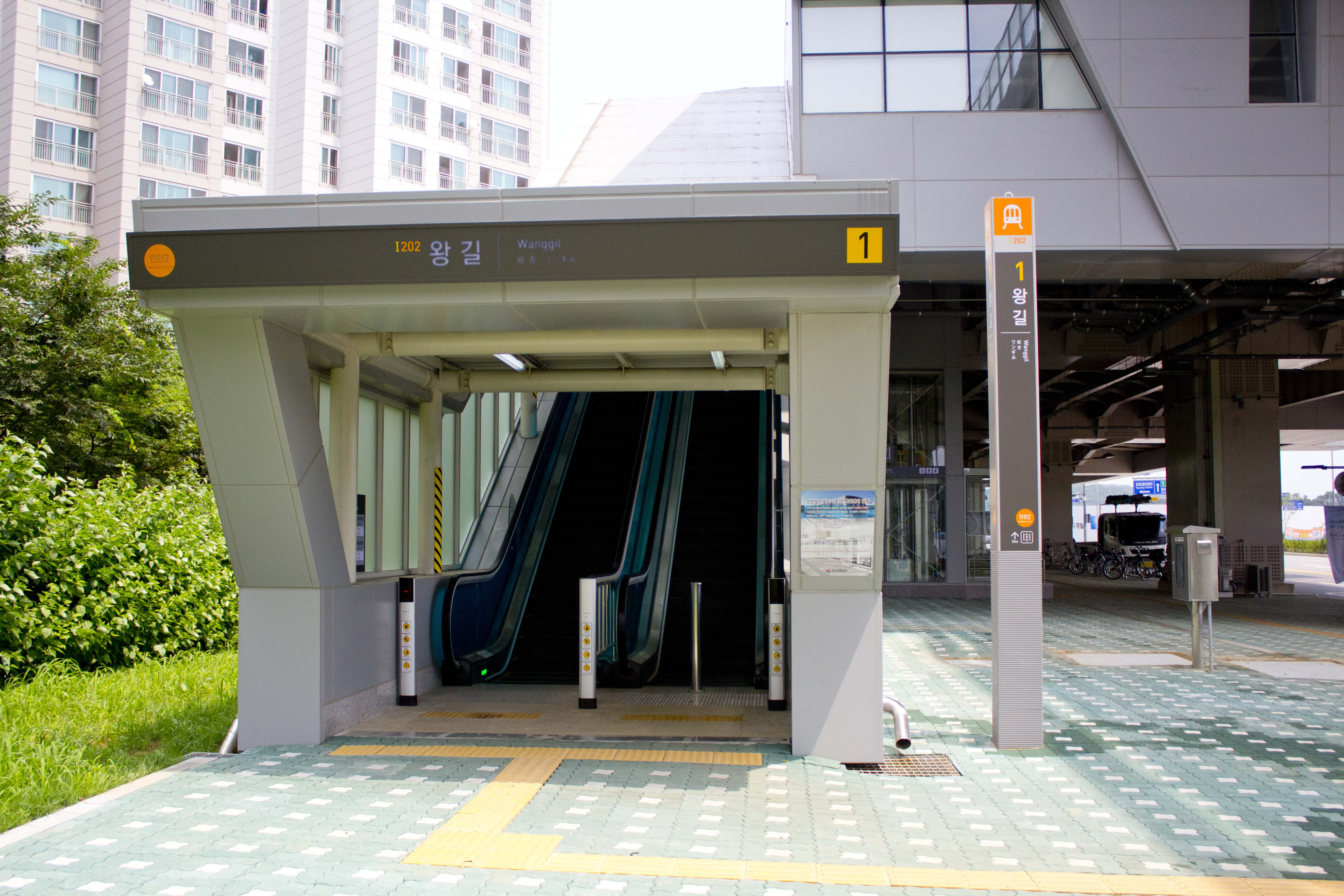
Ga Wanggil lối ra 1
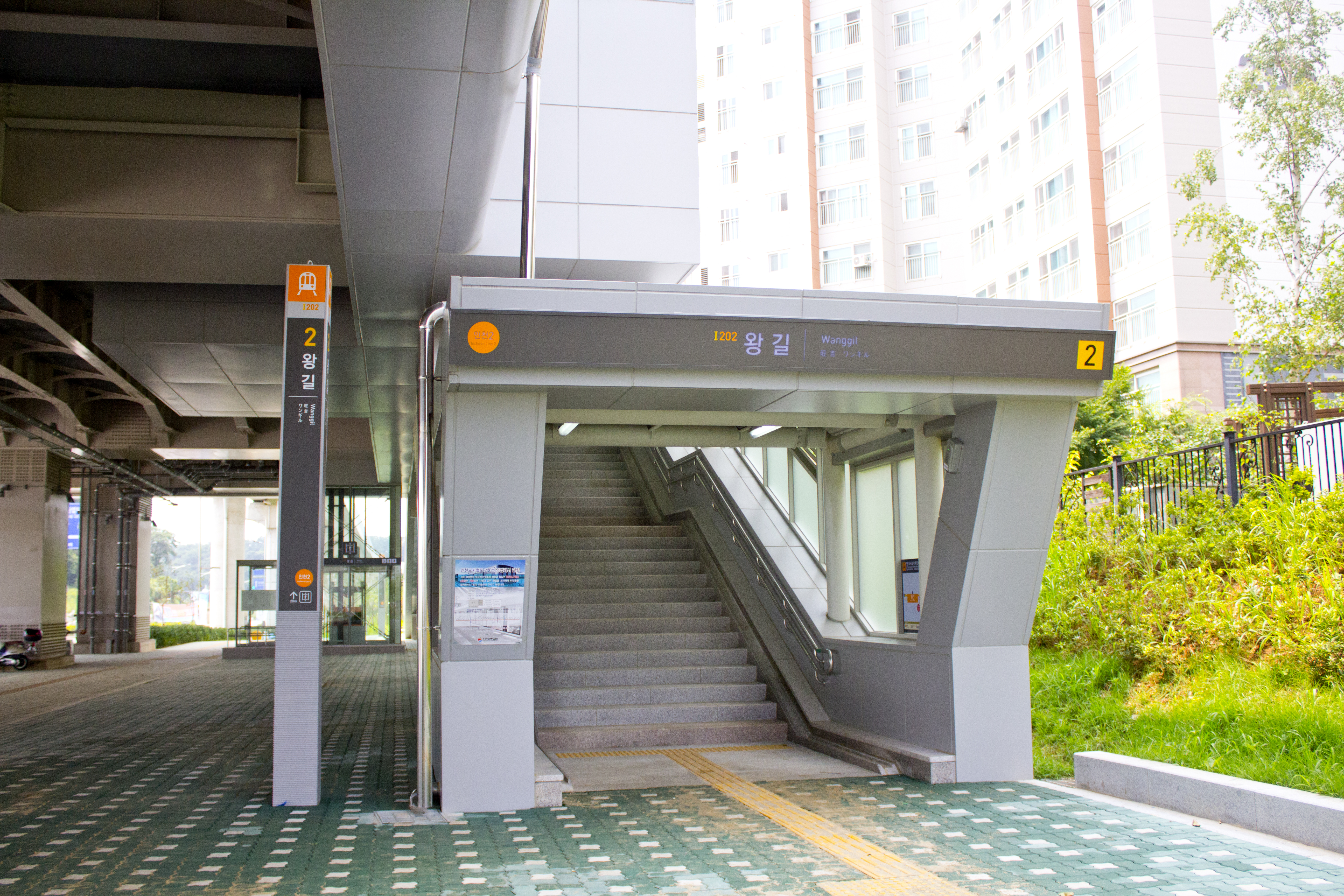
Ga Wanggil lối ra 2